# Црни пехар
Црни пехар (Urnula craterium) врста је гљиве из фамилије Sarcosomataceae. Она је паразитска врста на храсту и разним другим врстама тврдог дрвета.

## Апотециј
Апотециј је широк 3-6,5cm, 2-6cm висок (без стручка), кратерастог до шаличастог облика, у младости готово затворен, распуцава се на тјемену звјездасто, те развијенији у 80% случајева постаје по крају крунасто до лапоивито урезан. Постепено прелази у стручак те заједно с њим твори облик пехара, често мало накресаног, тј. накривљеног.

## Химениј
Унутрашња површина апотеција, влажан и фино баршунасто гладак, понекад мјехурасто набубрио, ријетко венозно набран. Готово црн:чађаво, смеђе или сивоцрн.

## Ексципулум
Спољна страна апотеција, пахуљасто-паперјастог горњег слоја, који се распуцава на поља или ситна зрнца, сивосмеђ, риђе до пурпурносмеђ, испод којег провирује и пробија црна основа. Протрљамо ли тај горњи слој, црно се још више истиче. Понекад је површина дјелимично бијело замагљена.

## Отрусина
Отрусина је бијеле боје.

## Стручак
Величина 2-5/1-2,5 cm при врху, надоље постепено или клинасто ужи, но не у коријен, дно му је, наиме, обрасло црним длачицама, које се шире уоколо и прожимају лишће и дрвени супстрат. Исте боје као ексциплум, према дну све више и чишће црн. С јачом кором у језгру, барем изнад базе, шупаљ, а у тој шупљини, док је свјеж, садржи желатинозну, готово текућу твар. Тај желатинозни слој најизраженији је по унутрашњој површини шупљине. Доста жилав, често избраздан.

## Месо
Танко, тање од 1,5 mm, интензивно бијело(кад је осушено) или плавичастосиво, ово друго особити изнад базе стручка;у младости мекше и ломљиво у апотецију, старењем све жилавије. Без изразитог укуса и мириса.